# Phaedrotoma kangarooensis
Phaedrotoma kangarooensis är en stekelart som först beskrevs av Fischer 1988.  Phaedrotoma kangarooensis ingår i släktet Phaedrotoma och familjen bracksteklar. Inga underarter finns listade i Catalogue of Life.